# Jonville-en-Woëvre
Jonville-en-Woëvre est une commune française située dans le département de la Meuse, en région Grand Est.

## Géographie

### Hydrographie

#### Réseau hydrographique
La commune est dans le bassin versant du Rhin au sein du bassin Rhin-Meuse. Elle est drainée par le ruisseau des Paquis, le ruisseau des Parrois, le ruisseau la Seigneulle et le ruisseau du Neuf Étang,.
Le ruisseau des Paquis, d'une longueur de 10 km, prend sa source dans la commune de Vigneulles-lès-Hattonchâtel et se jette  dans  le ruisseau des Parrois sur la commune, après avoir traversé cinq communes. 

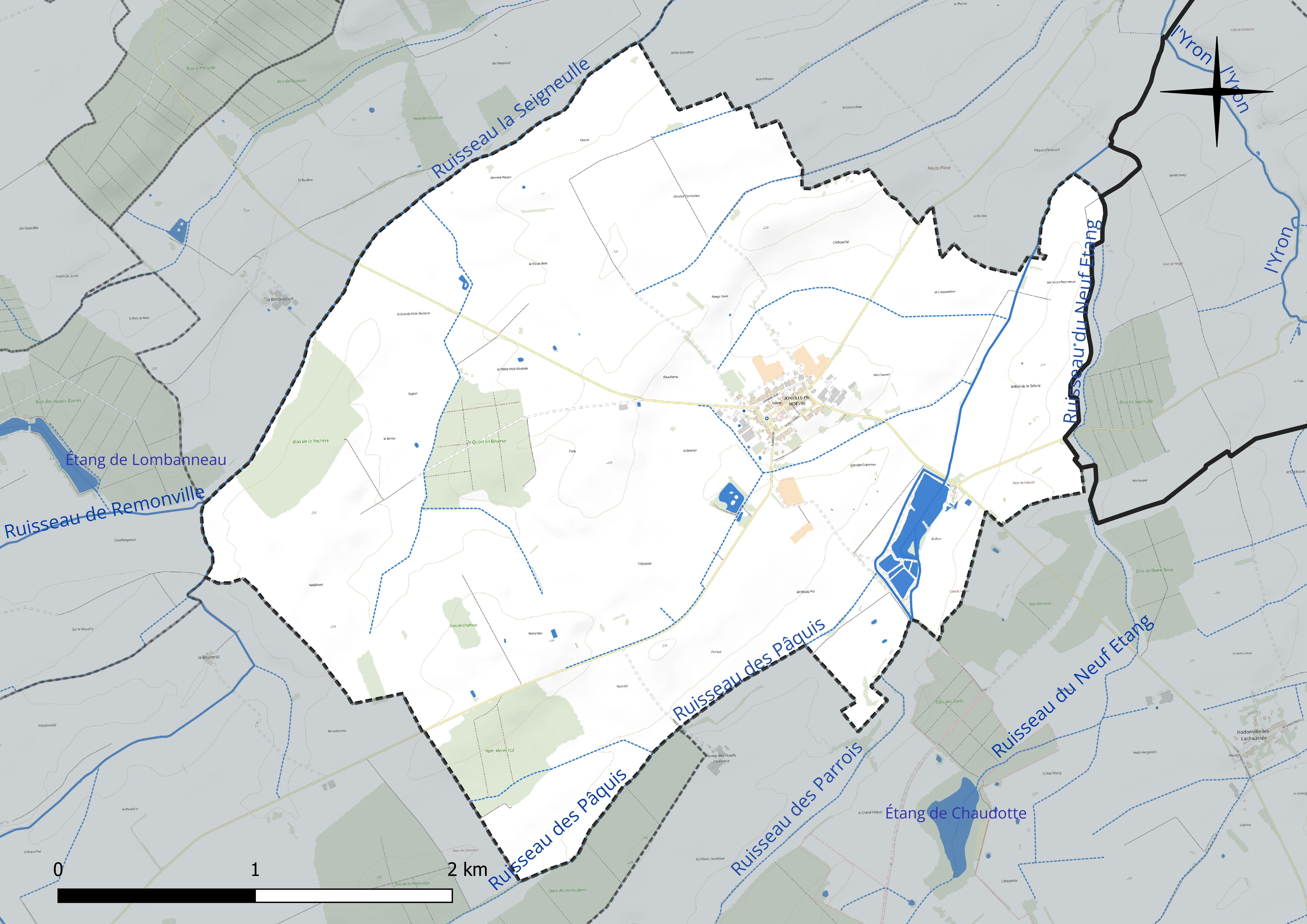
Réseau hydrographique de Jonville-en-Woëvre.

Le ruisseau des Parrois, d'une longueur de 14 km, prend sa source dans la commune de Vigneulles-lès-Hattonchâtel et se jette  dans l'Yron à Latour-en-Woëvre, après avoir traversé cinq communes. 
La Seigneulle, d'une longueur de 23 km, prend sa source dans la commune de Saint-Maurice-sous-les-Côtes et se jette  dans le Longeau à Brainville, après avoir traversé huit communes. 

#### Gestion et qualité des eaux
Le territoire communal est couvert par le schéma d'aménagement et de gestion des eaux (SAGE) « Bassin ferrifère ». Ce document de planification concerne le périmètre des anciennes galeries des mines de fer, des aquifères et des bassins versants hydrographiques associés qui s’étend sur 2 418 km2. Les bassins versants concernés sont celui de la Chiers en amont de la confluence avec l'Othain, et ses affluents (la Crusnes, la Pienne, l'Othain), celui de l'Orne et ses affluents et celui de la Fensch, le Veymerange, la Kiesel et les parties françaises du bassin versant de l'Alzette et de ses affluents (Kaylbach, ruisseau de Volmerange). Il a été approuvé le 27 mars 2015. La structure porteuse de l'élaboration et de la mise en œuvre est la région Grand Est. 
La qualité des cours d’eau peut être consultée sur un site dédié géré par les agences de l’eau et l’Agence française pour la biodiversité. 

### Climat
Pour des articles plus généraux, voir Climat du Grand Est et Climat de la Meuse.
En 2010, le climat de la commune est de type climat des marges montargnardes, selon une étude du Centre national de la recherche scientifique s'appuyant sur une série de données couvrant la période 1971-2000. En 2020, Météo-France publie une typologie des climats de la France métropolitaine dans laquelle la commune est dans une zone de transition entre le climat océanique altéré et le climat océanique altéré et est dans la région climatique  Lorraine, plateau de Langres, Morvan, caractérisée par un hiver rude (1,5 °C), des vents modérés et des brouillards fréquents en automne et hiver. 
Pour la période 1971-2000, la température annuelle moyenne est de 9,6 °C, avec une amplitude thermique annuelle de 16,7 °C. Le cumul annuel moyen de précipitations est de 819 mm, avec 12,4 jours de précipitations en janvier et 9 jours en juillet. Pour la période 1991-2020, la température moyenne annuelle observée sur la station météorologique de Météo-France la plus proche, « Doncourt-lès-Conflans », sur la commune de Doncourt-lès-Conflans à 14 km à vol d'oiseau, est de 10,7 °C et le cumul annuel moyen de précipitations est de 710,3 mm. 
La température maximale relevée sur cette station est de 40,9 °C, atteinte le 25 juillet 2019 ; la température minimale est de −16,5 °C, atteinte le 26 décembre 2010,,. 
Les paramètres climatiques de la commune ont été estimés pour le milieu du siècle (2041-2070) selon différents scénarios d'émission de gaz à effet de serre à partir des nouvelles projections climatiques de référence DRIAS-2020. Ils sont consultables sur un site dédié publié par Météo-France en novembre 2022.

## Urbanisme

### Typologie
Au 1er janvier 2024, Jonville-en-Woëvre est catégorisée commune rurale à habitat dispersé, selon la nouvelle grille communale de densité à sept niveaux définie par l'Insee en 2022.
Elle est située hors unité urbaine et hors attraction des villes,.

### Occupation des sols
L'occupation des sols de la commune, telle qu'elle ressort de la base de données européenne d’occupation biophysique des sols Corine Land Cover (CLC), est marquée par l'importance des territoires agricoles (89,5 % en 2018), une proportion sensiblement équivalente à celle de 1990 (89,4 %). La répartition détaillée en 2018 est la suivante : 
terres arables (49,8 %), prairies (39,7 %), forêts (8 %), zones urbanisées (2,5 %). L'évolution de l’occupation des sols de la commune et de ses infrastructures peut être observée sur les différentes représentations cartographiques du territoire : la carte de Cassini (XVIIIe siècle), la carte d'état-major (1820-1866) et les cartes ou photos aériennes de l'IGN pour la période actuelle (1950 à aujourd'hui).

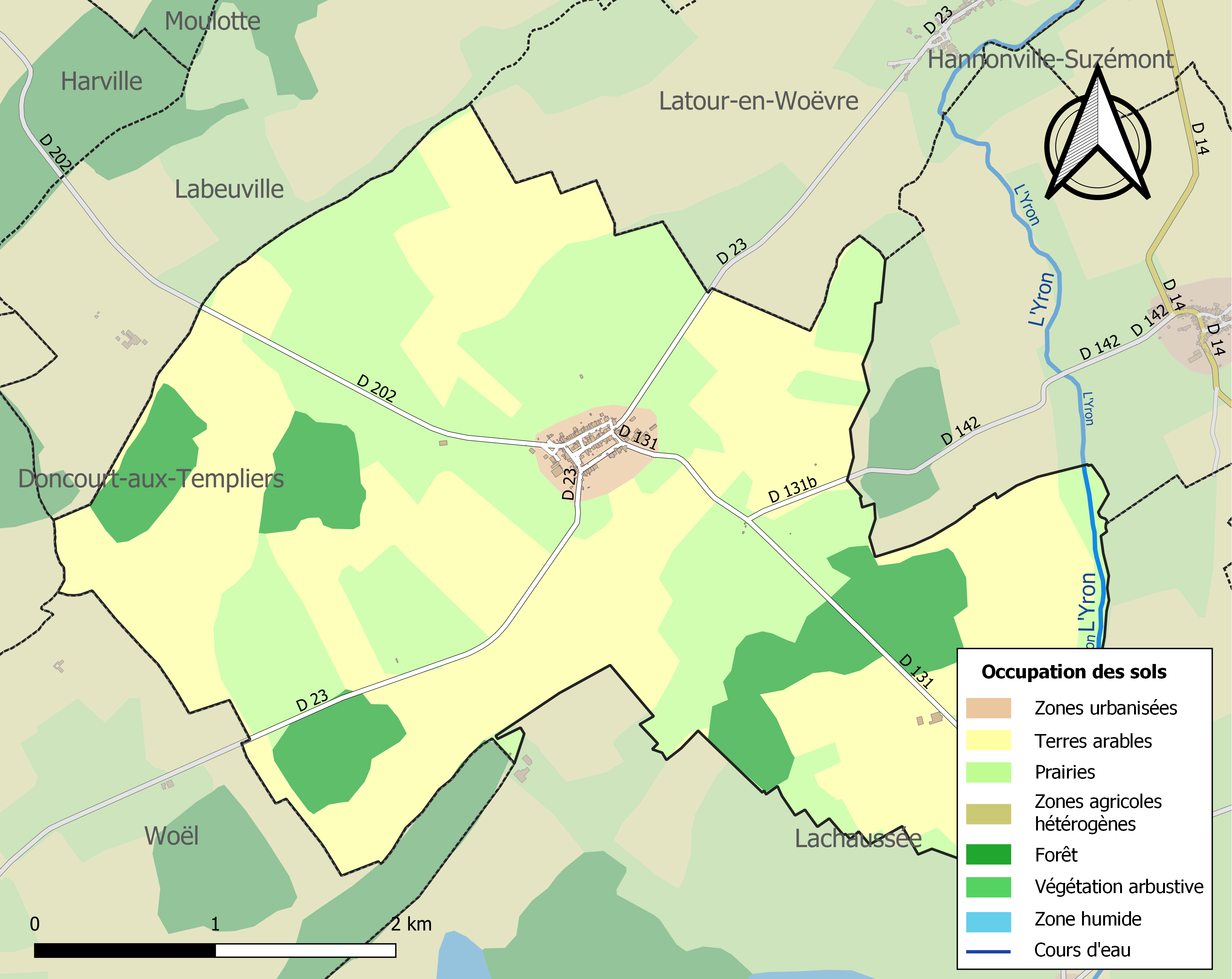
Carte des infrastructures et de l'occupation des sols de la commune en 2018 (CLC).

## Toponymie
Le nom de la localité est attesté sous les formes Jonville en 1261 ; Ionville en 1656 ; Joannis-villa en 1679.
Par arrêté préfectoral du 06.08.1922 , Jonville prend le nom de Jonville-en Woëvre (J.O., 1922, 8, 8751).
Il s'agit d'une formation toponymique médiévale en -ville au sens ancien de « domaine rural », précédé d'un élément Jon- qui représente un anthroponyme,. 
Albert Dauzat compare avec différent Joinville, dont Joinville (Haute-Marne, Junvilla vers 1088, Jonvilla vers 1172) dans lequel il propose de reconnaître le nom de personne germanique Juni, cependant en ce qui concerne Jonville, il hésite car il ne dispose pas de forme ancienne. En revanche, Ernest Nègre associe directement Jonville à Joinville pour lequel il identifie un anthroponyme germanique en Junc- sans apporter plus de détail.
Remarque : A. Dauzat suggère sans doute Juni comme une adaptation du nom de la gens romaine Junia, c'est-à-dire le nom d'homme Junius. E. Nègre pense possiblement au radical germanique jung- « jeune » qui a évolué en junk- / jonk- dans les composés respectivement allemand et néerlandais Junker / jonker qui signifiaient à l'origine « jeune noble ». 
La Woëvre est une région naturelle du nord-est de la France, située dans la région Lorraine, essentiellement dans le département de la Meuse et pour une plus faible partie en Meurthe-et-Moselle voire dans le département des Vosges.

## Politique et administration
| Période                                  | Période  | Identité       | Étiquette | Qualité    |
| ---------------------------------------- | -------- | -------------- | --------- | ---------- |
| Les données manquantes sont à compléter. |          |                |           |            |
| mars 2001                                | mai 2020 | Michel Dumont  |           |            |
| mai 2020                                 | En cours | Guillaume Paté |           | Technicien |

## Population et société

### Démographie

#### Évolution démographique
L'évolution du nombre d'habitants est connue à travers les recensements de la population effectués dans la commune depuis 1793. Pour les communes de moins de 10 000 habitants, une enquête de recensement portant sur toute la population est réalisée tous les cinq ans, les populations de référence des années intermédiaires étant quant à elles estimées par interpolation ou extrapolation. Pour la commune, le premier recensement exhaustif entrant dans le cadre du nouveau dispositif a été réalisé en 2006.

En 2022, la commune comptait 144 habitants, en évolution de −3,36 % par rapport à 2016 (Meuse : −4,4 %, France hors Mayotte : +2,11 %).
| 1793 | 1800 | 1806 | 1821 | 1831 | 1836 | 1841 | 1846 | 1851 |
| ---- | ---- | ---- | ---- | ---- | ---- | ---- | ---- | ---- |
| 310  | 322  | 394  | 391  | 435  | 474  | 487  | 508  | 491  |

| 1856 | 1861 | 1866 | 1872 | 1876 | 1881 | 1886 | 1891 | 1896 |
| ---- | ---- | ---- | ---- | ---- | ---- | ---- | ---- | ---- |
| 483  | 472  | 497  | 454  | 456  | 422  | 398  | 405  | 384  |

| 1901 | 1906 | 1911 | 1921 | 1926 | 1931 | 1936 | 1946 | 1954 |
| ---- | ---- | ---- | ---- | ---- | ---- | ---- | ---- | ---- |
| 348  | 328  | 297  | 203  | 215  | 203  | 214  | 196  | 182  |

| 1962 | 1968 | 1975 | 1982 | 1990 | 1999 | 2006 | 2011 | 2016 |
| ---- | ---- | ---- | ---- | ---- | ---- | ---- | ---- | ---- |
| 181  | 133  | 129  | 118  | 123  | 119  | 135  | 143  | 149  |

| 2021 | 2022 | - | - | - | - | - | - | - |
| ---- | ---- | - | - | - | - | - | - | - |
| 145  | 144  | - | - | - | - | - | - | - |

## Culture locale et patrimoine

### Lieux et monuments
- Église Saint-Étienne, construite en 1737, endommagée au cours de la Première Guerre mondiale, restaurée en 1922.

### Héraldique, devise et logotype

#### Héraldique
| Blason | Blasonnement : D'argent à la touffe de trois joncs au naturel mouvant d'un marais d'azur ; au chef de gueules chargé d'une croisette alésée d'argent, accostée de deux cailloux d'or. |

### Personnalités liées à la commune
- Jean-Louis Dumont, homme politique français, y est né en 1944.